# Etablissemang
Etablissemang eller etablissemanget är en term som används för att hänvisa till en synlig social minoritet (en elit) med en dominerande ställning inom en nation eller ett samhälle, som innehar makten och utövar kontroll över hela eller delar av samhället i fråga om ekonomi, politik och det sociala. Den vardagliga användningen av begreppet för sociala grupper eller den härskande klassen är politiskt nedsättande och innebär oftast en kritik mot samhällsstrukturer. Kritik mot makthavare i termer av "etablissemanget" kommer ofta, men inte alltid, från populister och grundar sig i regel i den inställning som det ideologiska perspektivet antietablissemangism representerar.
Termen kan även användas för att beskriva inrotade maktstrukturer som endast ett fåtal har kontroll över inom enskilda institutioner. Ett etablissemang kan vara en sluten social grupp som väljer sina egna medlemmar eller vari medlemskapet sker på basis av arv, meriter eller val.

## Definition, användning och ursprung
Begreppet etablissemang kommer från franskans établissement och avser en eller fler organiserade enheter såsom samhällseliter, styrande klasser eller grupper. Begreppet som beskrivning av styrande makteliter fick sin spridning av ungdomar och studentrörelsen i senare delen av 1960-talet som en slogan för den härskande makten i samhället, vars handlingar beskrevs som att befästa sin makt och genom förtryck av ickeprivilegierade cementera samhällsstrukturer och auktoritära relationer. Beslutsfattare inom ekonomi, politik, kultur etc. ansågs agera enligt sitt egenintresse utan att till väljare, konsumenter, aktieägare med flera lämna tillsynsbefogenheter eller möjlig ansvarsutkrävning. Begreppet "etablissemang" var under perioden för 68-rörelsen viktigt.[källa behövs]
Uttrycket etablissemang användes i nyare tid för första gången 1955 av den brittiske journalisten Henry Fairlie i den Londonbaserade tidningen The Spectator. Begreppet blev senare populariserat i övrig Londonpress. Dock hade begreppet redan på 1800-talet använts i USA av den amerikanska författaren och filosofen Ralph Waldo Emerson.

## Andra definitioner
Begreppet kan även avse en konkret lokal eller förläggning (till exempel ett nöjesetablissemang eller en militär kasern) eller en affärsrörelse, och ska då inte sammanblandas med den föregående nämnda innebörden.